# Metamenophra subpilosa
Metamenophra subpilosa är en fjärilsart som beskrevs av W. Warren 1894. Metamenophra subpilosa ingår i släktet Metamenophra och familjen mätare. Inga underarter finns listade i Catalogue of Life.